# Cytheridea neapolitana
Cytheridea neapolitana is een mosselkreeftjessoort uit de familie van de Cytherideidae. De wetenschappelijke naam van de soort is voor het eerst geldig gepubliceerd in 1960 door Kollman.